# ذي أوسم أدفنشرز أوف كابتن سبريت
ذي أوسم أدفنشرز أوف كابتن سبريت (بالإنجليزية: The Awesome Adventures of Captain Spirit)‏ وتعني المغامرات الرائعة لكابتن سبريت، هي لعبة فيديو من نوع لعبة مغامرة رسومية، صدرت في 25 يونيو 2018، وهي متوفرة على أجهزة مايكروسوفت ويندوز وبلاي ستيشن 4 وإكس بوكس ون، اللعبة من تطوير دونتنود إنترتنمنت الفرنسية، ومن نشر سكوير إنكس اليابانية.

## روابط خارجية
- ذي أوسم أدفنشرز أوف كابتن سبريت على موقع IMDb (الإنجليزية)